# Parastenopogon oblongus
Parastenopogon oblongus är en tvåvingeart som beskrevs av Paramonov 1964. Parastenopogon oblongus ingår i släktet Parastenopogon och familjen rovflugor. Inga underarter finns listade i Catalogue of Life.